# A-bike

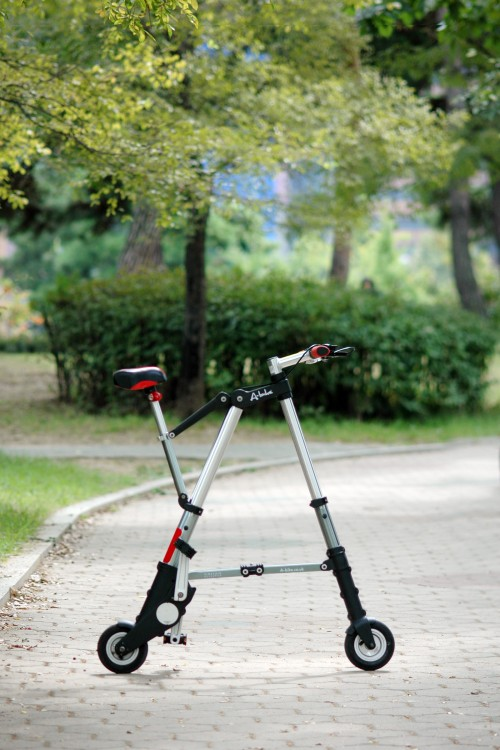
A-bike

A-bike（エーバイク）とは、英国の発明家クライブ・シンクレアが設計した折り畳み自転車。
ガラス繊維強化ポリアミドにより約5.7キログラムという軽量化を実現している。頑丈で日本国内外の安全基準をクリアしている。人間工学に基づいた設計で、通常の自転車とほぼ同様のライディング性能を有する。簡単に折り畳みが可能で、飛行機の手荷物で持ち込めるコンパクトさが特徴である。

## 駆動
140ミリメートルクランクを備え、クランクスプロケット－中間スプロケット－後輪と動力伝達し、それぞれのスプロケット間を各1本のチェーンで後輪を駆動する。中間スプロケット－後輪間はハーフピッチのRS25規格のチェーンである。フリー機構を備えクランクを駆動しなくても惰性で進行する。ペダルは折りたたみ式の樹脂製ペダルである。

## タイヤ
タイヤは前後輪とも6インチ径で、チューブ式でありバルブは米式。比較的高圧が要求され、6気圧程度の充填がないと走行抵抗が大きく操舵安定性が悪い。このため、空気圧の調整が一般自転車用のポンプでは難しく、空気圧計を備えた専用のポンプを用いるか、空気バネを備える自転車用サスペンション調整に用いられるサスペンションポンプが流用される。
高圧であることから空気の抜けもロードバイクなどのタイヤと同等に速めである。
2010年8月に発表されたA-bike Cityと名づけられた新型は8インチ径のタイヤを備える。

## 車体

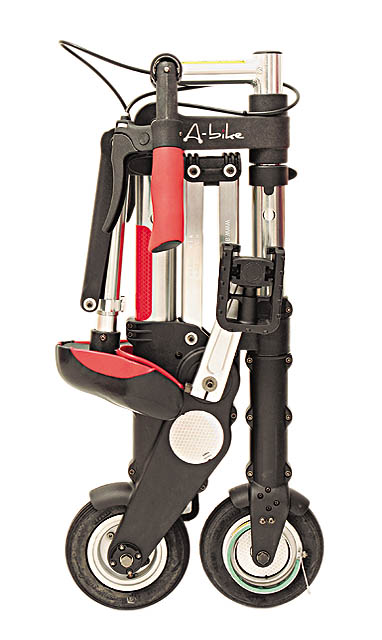
折り畳まれたA-bike

展開すると名前の由来になったアルファベットの"A"の文字の形になる。折り畳み時には前後の縦のパイプが約半分の長さになり、水平のフレームは中央で折り畳まれて前後の縦のパイプが平行になる。サドルは後退し折り畳まれた縦のパイプに沿う。ハンドルは前後反転し、ハンドルグリップ部が左右それぞれ内側に向かって折り畳まれる。サドルはシートポストに直結で位置は上下には調整できるが、一般の自転車では可能な前後方向あるいは角度の調整はできない。
スプロケット、チェーンなどの駆動系はカバー内部にあり、外からは見えない構造で駆動部への衣服の噛み込みやチェーンによる汚れは無い。ブレーキは前後輪ともバンドブレーキである。
折り畳みのための関節やジョイント部分が多く、設計強度の限界を超えないように乗員の体重制限が85Kgに設定されている。

## 走行
時速10キロメートル程度であれば容易に出すことができ、「人が走る速度〜歩くよりやや速い速度」が常用速度となる。
タイヤが6インチという極めて小さい径であることから振動吸収性は悪く、段差の乗越などの走破性は悪い。ホイルベースも短いことから安定性は良いとは言えない。これらは折り畳み・小型・軽量というA-bikeの特性から来るものである。
操縦感覚はこれらの特性から一般の自転車とやや異なるものであり、自在かつ安全に走行するにはある程度の練習が必要である。

## 想定されている利用法
簡単な折り畳みおよび展開・軽量という特徴から、公共交通機関を利用した移動と組み合わせることが想定されている。
A-bikeも自転車であることから公共交通機関への持込は輪行と同じであり、列車などに持ち込む際には袋に収納しなければならない。

## 運用上の注意点
- 専用部品が多いため、修理やメンテナンスが必要な場合には専門店へ持ち込むかユーザー自ら保守点検を行う必要がある。
- 折り畳み時はA-bikeそのものが「約6kgの荷物」になることを意識しておく。
- ホイールサイズが特殊なため、出先でのパンク修理やチューブ交換は適切な道具が使える条件下以外では困難が伴う。パンク故障発生時は、以降の行程を交通機関に切り替えるなど対応策を事前に考えての輪行が望ましい。
- A-bikeを日本で防犯登録を行う場合、A-bikeの扱いに慣れていない防犯登録所（自転車店）では登録に必要なフレーム番号が刻印でないためこれを判別できない。
  - 刻印に代わる個体の識別はシリアル番号で可能である。シリアル番号はクロスピースフレーム（水平のフレーム）の下側に6桁もしくは7桁の数字で示され、ハンドルステムのホログラムステッカーにも同番号が示されている。シリアル番号近くに表示されている「YRxxxxWKxx」は製造年月（YRは年、WKは第何週）を示すものである。日本の代理店が輸入したものは代理店が独自にシリアル番号を設定し刻印の追加工をしているものがある。

## コピー品
構造を真似たコピー品が多く出回っているが部品精度および耐久性が純正品と異なり、それらは劣るとして日本の正規代理店は注意を呼びかけている。A-bikeに類似した自転車の中には、国民生活センターから注意喚起が行われているものも存在する。